# تیر I شکل

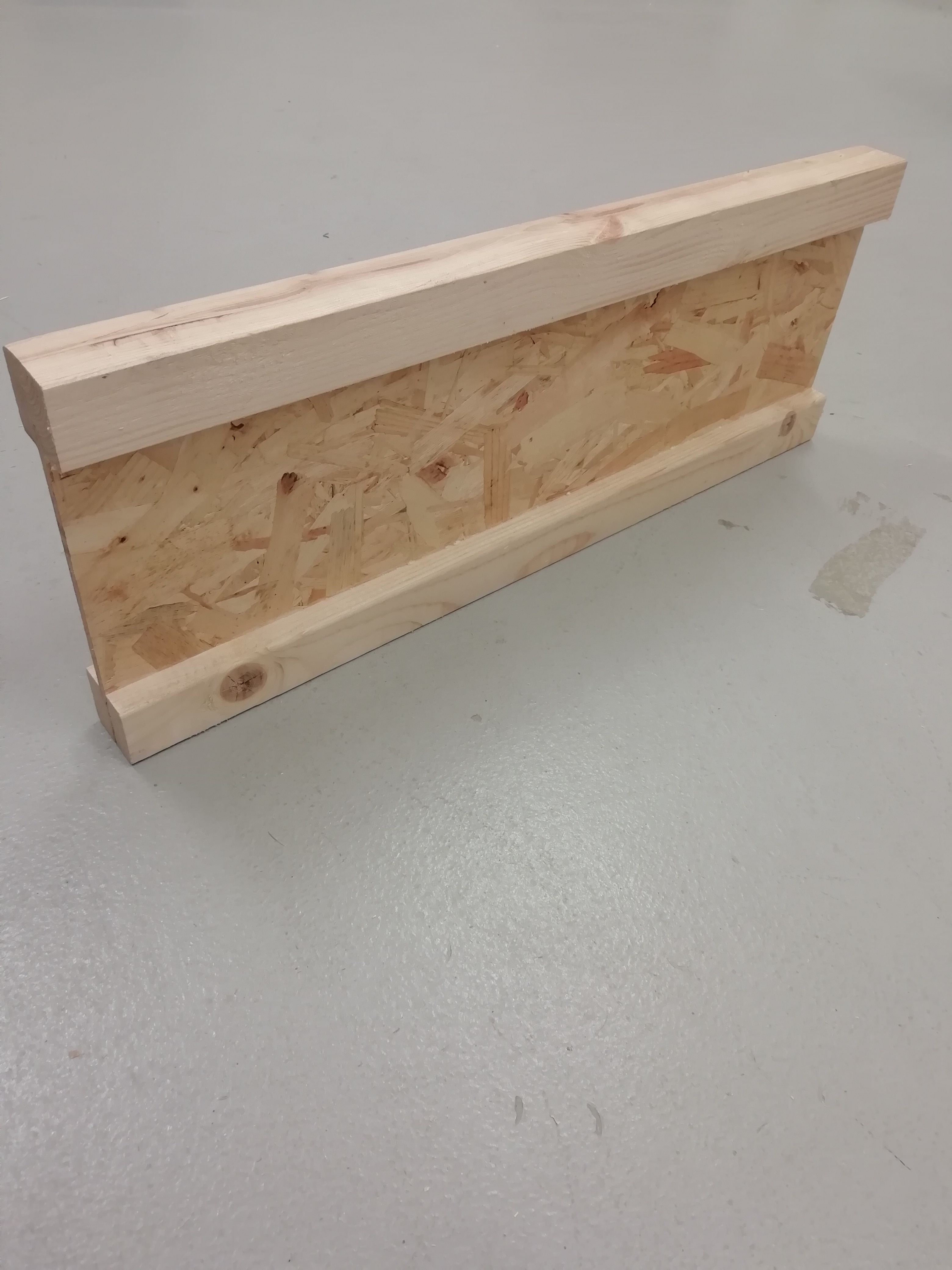
تیر I شکل

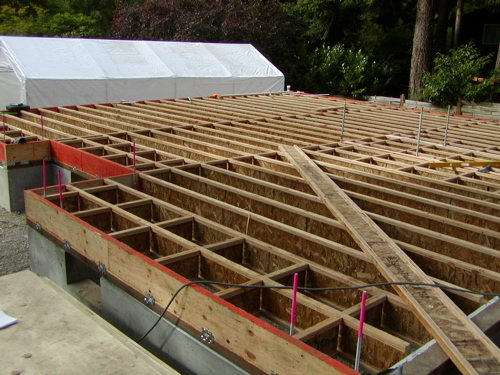
یک کف نیمه ساخته شده از تیر I شکل

یک تیر چوبی مهندسی‌شده که بیشتر به عنوان یک تیر I شکل شناخته می‌شود؛ محصولی است که بیشتر برای رفع مشکلاتی که در تیرهای چوبی سنتی به وجود می‌آمد، طراحی شده‌است. تیر I شکل در سال ۱۹۶۹ اختراع گردید. تیر I شکل یک محصول مهندسی شده چوبی می‌باشد که مقاومت بالایی نسبت به اندازه و وزن خود دارد. بزرگترین تفاوت قابل توجه تیرهای I شکل با الوار اندازه‌بری شده (استاندارد) این است که تیرهای I شکل بارهای بسیار سنگین را با میزان کمتر چوب نسبت به تیرهای چوب ماسیو (چوب خالص) استاندارد تحمل می‌کند. از سال ۲۰۰۵ تقریباً برای ۵۰ درصد از تمام کف های چوبی با قاب سبک از تیرهای I شکل استفاده می‌شود. در حقیقت، تیرهای I شکل به منظور کمک به رفع مشکلات متداول که با استفاده از چوب ماسیو به عنوان تیر به وجود می‌آمدند، طراحی شده‌اند.
از مزایای دیگر تیرهای I شکل این است که آنها نسبت به الوارهای استاندارد تمایل کمتری به کمانی شدن، قوس برداشتن، پیچیدگی، فنجانی شدن، ترک و شکاف دارند. پایداری ابعاد و همکشیدگی بسیار کم کمک شایانی به رفع صدای جیر جیر کف می‌کند. از معایب تیرهای I شکل نیز شکست سریع ساختمانی درهنگام قرارگیری مستقیم در معرض آتش میباشد که زمان در دسترس برای فرار ساکنان را کاهش داده و همچنین خطر را برای آتش نشانان افزایش می‌دهد.

## طراحی و ساخت
یک تیر I شکل دو بخش اصلی دارد که شامل جان تیر و بال تیر می‌باشد. جان تیر بین بال بالا و پایین قرار می‌گیرد و شکل I را ایجاد می‌کند. بال تیر می‌تواند از الوار روکش لایه ای (LVL) یا چوب ماسیو متصل شده به یکدیگر با اتصال انگشتی برای رسیدن به مقاومت نهایی ساخته شود. بال برای اتصال به جان تیر از یک طرف شیاردار می‌باشند. جان تیر به‌طور معمول از تخته لایه، الوار روکش لایه ای یا تخته تراشه ای جهت دار ساخته می‌شود. پس از تعیین اندازه جان و بال‌های تیر؛ با فشردن جان به بال‌های بالا و پایین تیر با چسب ضدآب مونتاژ می‌شوند. پس از مونتاژ، تیرهای I شکل از مقطع بریده شده (کله بری) و چسب توسط گرما گیرا می‌شود یا در دمای اتاق قرار می‌گیرد تا به‌طور تقریبی به رطوبت تعادل برسد. ابعاد تیرهای I شکل با توجه به بارها و اندازه دهانه مورد نظر متفاوت می‌باشد. عرض (ارتفاع) تیرهای I شکل می‌تواند ۲۳۵ تا ۶۱۰ میلی‌متر باشد و طول آنها تا ۲۴ متر برسد و همچنین طول ۱۲ تا ۱۳ متر رایج تر می‌باشد. استفاده مورد نظر برای یک تیر I شکل برای تیرهای کف و سقف، تیرهای عمودی دیوارها، تیر عرضی بام (تیر شیروانی) هم در ساختمان‌های مسکونی و هم در ساختمان‌های تجاری می‌باشد.

## نصب

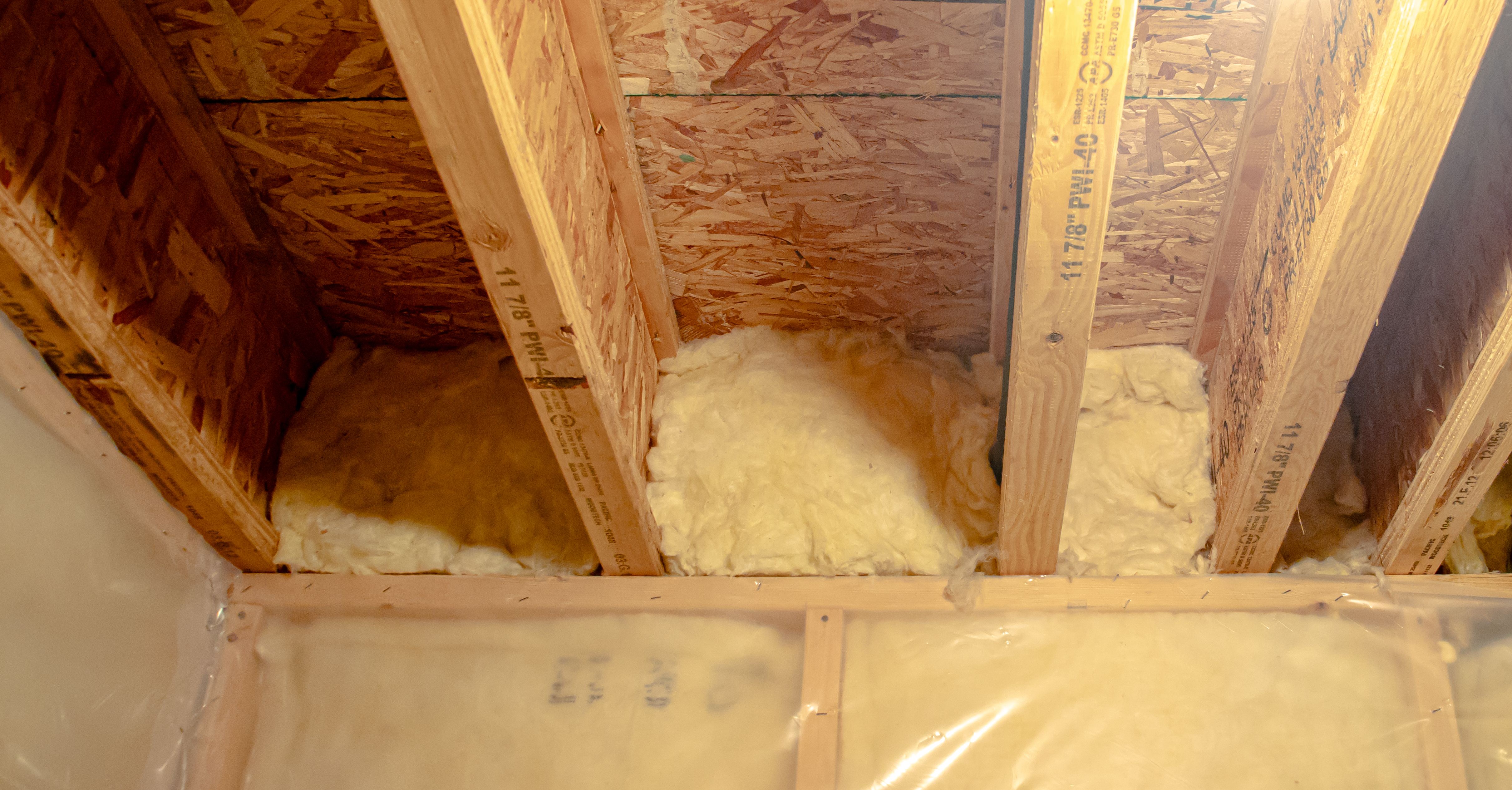
مرتبط

تیرهای I شکل نیازمند نصب صحیح می‌باشند. رایج‌ترین اشتباه قراردادن اشتباه (جاگذاشتن) یا اندازه نادرست سوراخ‌ها در جان تیر می‌باشد که می‌تواند مقاومت تیر را به خطر بیندازد و به‌طور بالاقوه منجربه شکست ساختاری شود.
اشتباهات رایج در نصب تیرهای I شکل شامل برش یا مقارکاری بال، بست‌های (نگهدارنده) تیر با اندازه نادرست، میخ کاری نامناسب و اندازه میخ نادرست می‌باشند. عرض قیدهای تقویت کننده باید با اندازه تیرهای I شکل مطابقت داشته باشد. عدم تطابق می‌تواند تیر را تحت فشار قرار دهد.
وضعیت مشابه زمانی اتفاق میافتد که تیرهای I شکل عمود بر تیرهای اصلی باشند. نصب قیدهای انتقال دهنده نیرو (squash blocks) در کنار تیرهای I شکل که ۶/۱ میلی‌متر بلندتر از تیرهای I شکل می‌باشند؛ نیرو را از تیرهای I به تیرهای اصلی منتقل می‌کنند. میخ نکردن در یک محل یا گیرایی خیلی سریع چسب می‌تواند منجر به نابرابری یا جیر جیر کردن کف شود.

## ایمنی
طبیعت سبک‌وزن تیرهای I شکل آنها را نسبت به الوار استاندارد در برابر آتش آسیب‌پذیرتر می‌کند. گزارش Underwriters Laboratories نشان داد که سازه‌های مونتاژ شده متشکل از تیرهای I شکل در شرایط آتش سوزی به‌طور قابل ملاحظه‌ای زودتر از آنهایی که از چوب استاندارد تشکیل شده‌اند دچار شکست می‌شوند. شکست خرپاهای سبک‌وزن و تیرهای I شکل ناشی از آتش‌سوزی منجربه کشته شدن چندین آتش‌نشان شده‌است.